# Bečva (přítok Odry)
Bečva (polsky Bełk, německy Belk) je potok v okrese Opava (Moravskoslezský kraj) v Česku a ve gmině Krzyżanowice (okres Racibórz, Slezské vojvodství) v Polsku. Patří do povodí řeky Odry a úmoří Baltského moře. Číslo hydrologického pořadí 2-03-02-017, délka toku je 8,7 km, rozloha povodí je 30,34 km².

## Popis toku

### Pramen a česká část toku
Bečva pramení v rašeliništi v lokalitě Vodní důl, blízko trasy naučné stezky Okolo Vřesiny, jihozápadně od obce Vřesina v okrese Opava. Nejprve teče přibližně severovýchodním směrem kolem Lesní studánky, napájí dva malé rybníky a vtéká do Vřesiny. Ve Vřesině se potok stáčí přibližně východním směrem, napájí rybník, protéká obcí Hať a nedaleko od hraničního přechodu Hať – Rudyszwald opouští Česko. Přítoky Bečvy v Česku jsou bezejmenné.

### Polská část toku a ústí
Od hraničního přechodu Hať – Rudyszwałd protéká potok vesnicí Rudyszwałd (gmina Krzyżanowice, okres Racibórz) a zprava se do něj vlévá potok Lubina. Pak podtéká železniční trať Kandřín-Kozlí – Bohumín a protéká Zabełkovem, za kterým se potok stáčí přibližně k severu a u přírodní památky Hraniční meandry Odry se zleva vlévá do Odry poblíž soutoku Odry a Olše. Ústí potoka je také možné vidět z vodáckého úseku Starý Bohumín – Zabełków na řece Odře.

## Galerie

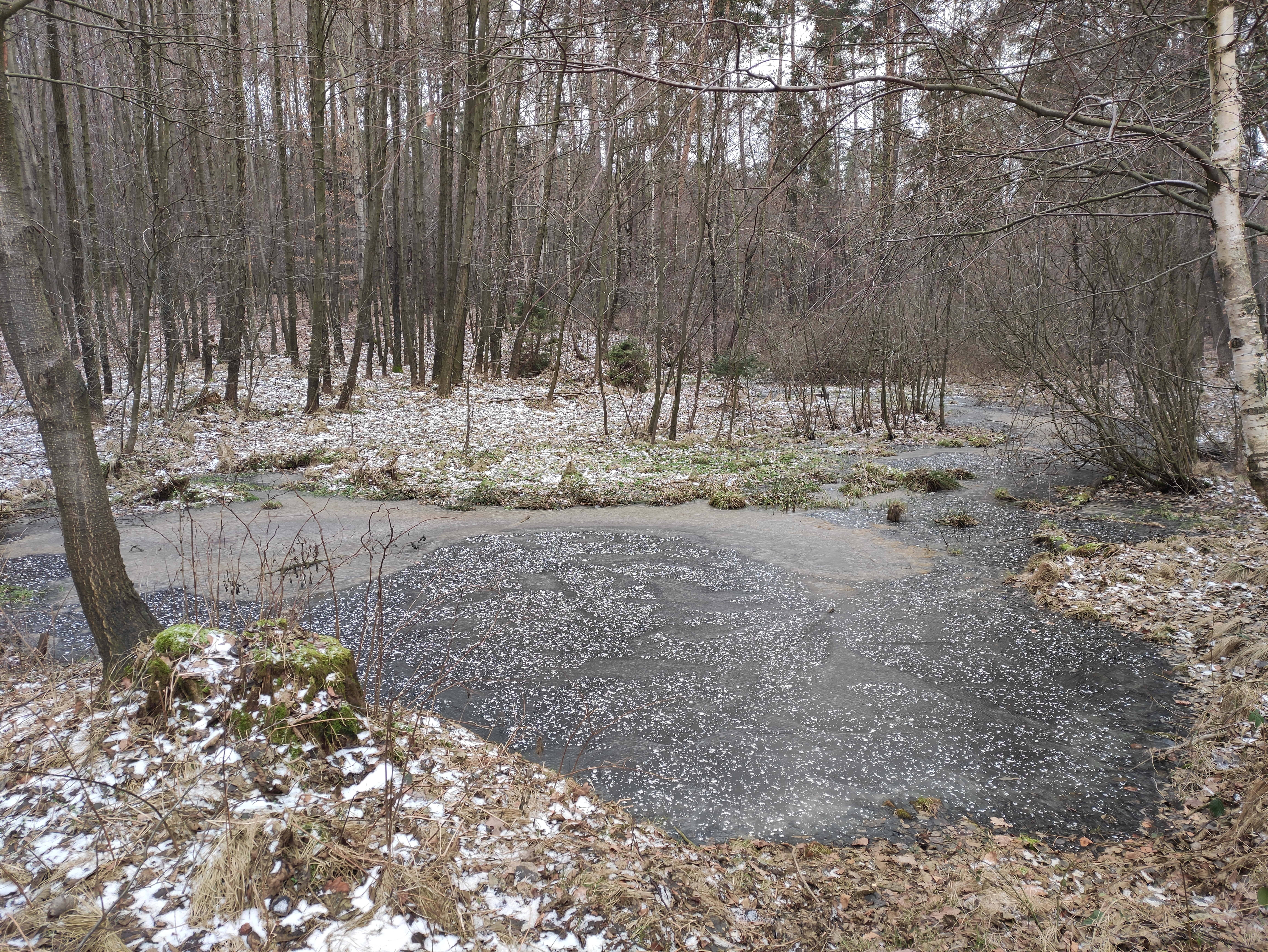
Pramen Bečvy
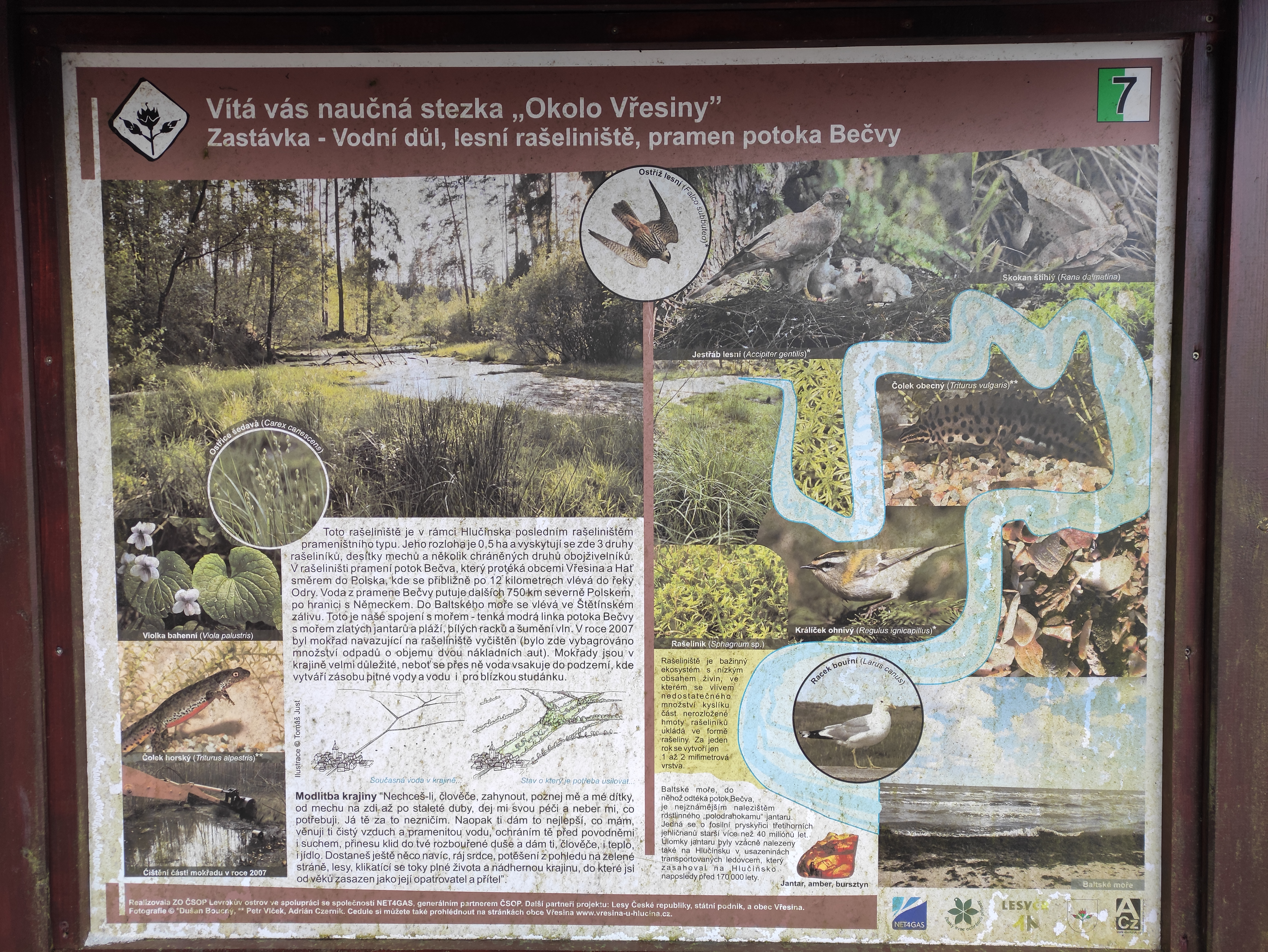
Pramen Bečvy
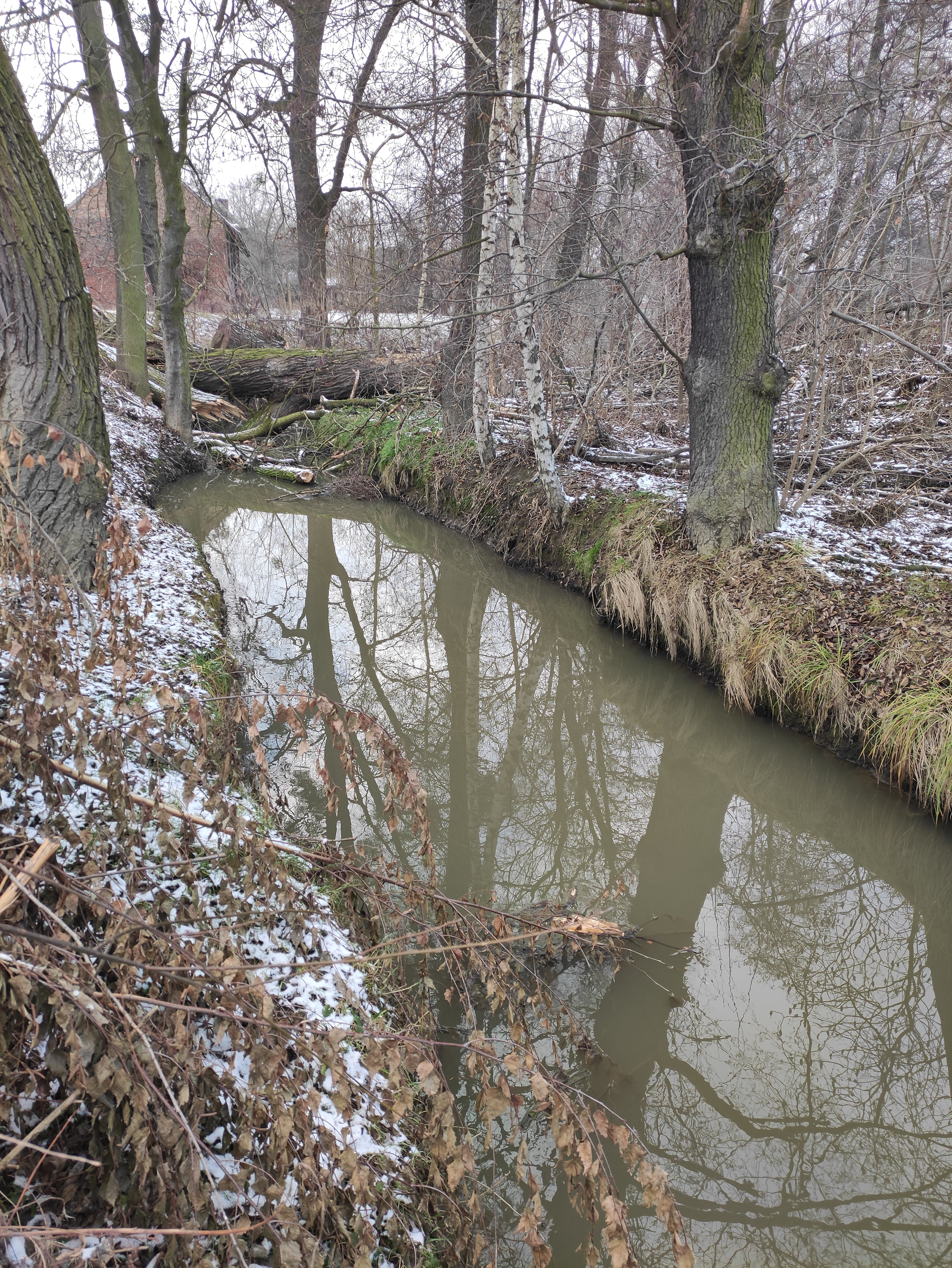